# D3.js
D3.js(D3 또는 Data-Driven Documents)는 웹브라우저 상에서 동적이고 인터렉티브한 데이터 시각화를 구현하기 위한 자바스크립트 라이브러리이다. D3.js는 프로토비즈의 라이브러리로 정보시각화 라이브러리이며, SVG와 HTML5, CSS 등 웹표준에 기반해 구현되어 있다. 2012년 8월에 2.0.0 버전이 릴리즈되었으며, 2016년 6월에 4.0.0이 릴리즈 되었다.
데이터 시각화 회사인 데이터미어(Datameer)에서는 공식적으로 D3.js를 핵심 기술로서 활용하고 있으며, 뉴욕 타임즈에서는 인터렉티브 기사를 제작할 때 D3.js를 활용해오고 있다. 오픈스트리트맵의 iD 에디터도 D3.js를 사용하고 있다. 또한 GeoJSON과 Topojson을 지원하고 있어서 웹에서 지도를 표현할 때도 사용된다.

## API 구조
D3.js API는 수백 개의 기능이 있으며 다음의 논리적인 단위로 묶을 수 있다:
- 선택(Selections)
- 변화(Transitions)
- 배열(Arrays)
- 수식(Math)
- 색(Color)
- 스케일(Scales)
- SVG
- 시간(Time)
- 레이아웃(Layouts)
- 지오그래피(Geography)
- 지오메트리(Geometry)
- 행위(Behaviors)

## 같이 보기
- 자바스크립트 프레임워크
- 자바스크립트 라이브러리